# Air Hollywood
Air Hollywood é um estúdio cinematográfico localizado na cidade de Los Angeles, nos Estados Unidos. Fundado em 1998 pelo produtor de cinema Talaat Captan, é especializado em filmagens ligados à aviação, com o primeiro "Mobile Airline Set" criado para ambientar a parte interna de aeronaves de passageiros de grande porte.
Ao longo dos anos, a empresa desenvolveu, em seus 3.000 m² de área, todo a estrutura necessária para gravações que necessitem locações em áreas internas de aeroportos, tais como: um terminal de um aeroporto com área de check-in, esteiras de bagagem, ponte de embarque, e estruturas em tamanho real de interiores de aviões como os Boeings 747, 737 e 757. As estruturas de aviões possuem irbags hidráulicos para simular turbulências e problemas mecânicos. Os equipamentos e mobiliário que a empresa dispõem, são desde eletrônicos analógicos e atuais, como poltronas de antigas aeronaves ou as mais modernas do mercado.
Além do "Mobile Airline Set", possui um estúdio adaptado para reproduzir um jato executivo, uma fuselagem real de um Gulfstream II e o "autoplane" que é uma carreta com uma fuselagem de avião. O autoplane pode ser transportado para outros lugares, facilitando para que produções de outras localidades não necessitem se deslocar para Los Angeles ou Atlanta.
A empresa possui filiais em Atlanta, nos EUA, e na Coreia do Sul. Em sua sede, existe a "PanAm Experience", que é um restaurante temático onde turistas podem fazer suas refeições dentro de uma das maquetes de aviões da antiga Pan American World Airways.
Entre as produções que já contrataram a Air Hollywood, estão: Catch Me If You Can, Lost, a franquia Sex and the City, Silicon Valley, Angie Tribeca, Era Uma Vez Em... Hollywood, O Lobo de Wall Street, Bridesmaids, além de filmes publicitários e videoclipes.